# Георги Марков (историк)
Вижте пояснителната страница за други личности с името Георги Марков.
Георги Георгиев Марков е български историк, академик, автор на множество публикации и книги на историческа тематика.

## Биография
Роден е в Пловдив на 17 ноември 1946 г. в семейството на военния инженер от Военновъздушните сили Георги Марков. Дядо му е загинал през 1916 г. на 34-годишна възраст по фронтовете на Първата световна война, което определя по-нататъшния интерес на бъдещия учен към военната история.
През 1970 г. завършва история в Софийския държавен университет. През 1977 г. защитава дисертация на тема „Българо-германски отношения и връзки (май 1934 – август 1939)“ и получава научната степен кандидат на историческите науки (днес доктор). През 1981 г. специализира в Института за европейска история в Майнц, ФРГ.
През 1977 г. постъпва на работа в Института по история към БАН. През 1986 г. става старши научен сътрудник II степен. През 1993 г. получава научната степен доктор на историческите науки с втората си дисертация. От следващата година е старши научен сътрудник I степен (днес професор).
В периода от 1993 г. до 2013 г. е директор на Института по история към БАН. Преподавал е в НБУ.
От 1981 г. е секретен сътрудник на Първо главно управление на Държавна сигурност.
През 2008 г. става академик, действителен член на Българската академия на науките.

## Признание
Доктор хонорис кауза на Великотърновския университет от 31 октомври 2013 г. – за неговия съществен и признат принос в развитието на историята и за издигане престижа на Великотърновския университет в национален и европейски мащаб.
Почетен гражданин на Балчик от 28 юли 2006 г.
Почетен гражданин на Тутракан от 15 август 2014 г.

## Частична библиография
- 1984 – „Българо-германските отношения 1931 – 1939“
- 1989 – „България в Балканския съюз срещу Османската империя 1912 – 1913“
- 1991 – „Българското крушение 1913“
- 1992 – „Парола Сабя. Заговорите и превратите на Военния Съюз 1919 – 1936"
- 1995 – „Голямата война и българският ключ за европейския погреб 1914 – 1916“
- 2006 – „Голямата война и българската стража между Средна Европа и Ориента 1916 – 1919“
- 2012 – „България в балканския съюз срещу Османската империя 1911 – 1913“
- 2016 – „Голямата война и българският меч над Балканския възел 1914 – 1919 – Първа книга – Заплитането"